# Synanthedon exitiosa
Synanthedon exitiosa (tên tiếng Anh: Peachtree Borer) là một loài bướm đêm thuộc họ Sesiidae. Nó được tìm thấy ở miền đông và miền trung Bắc Mỹ.

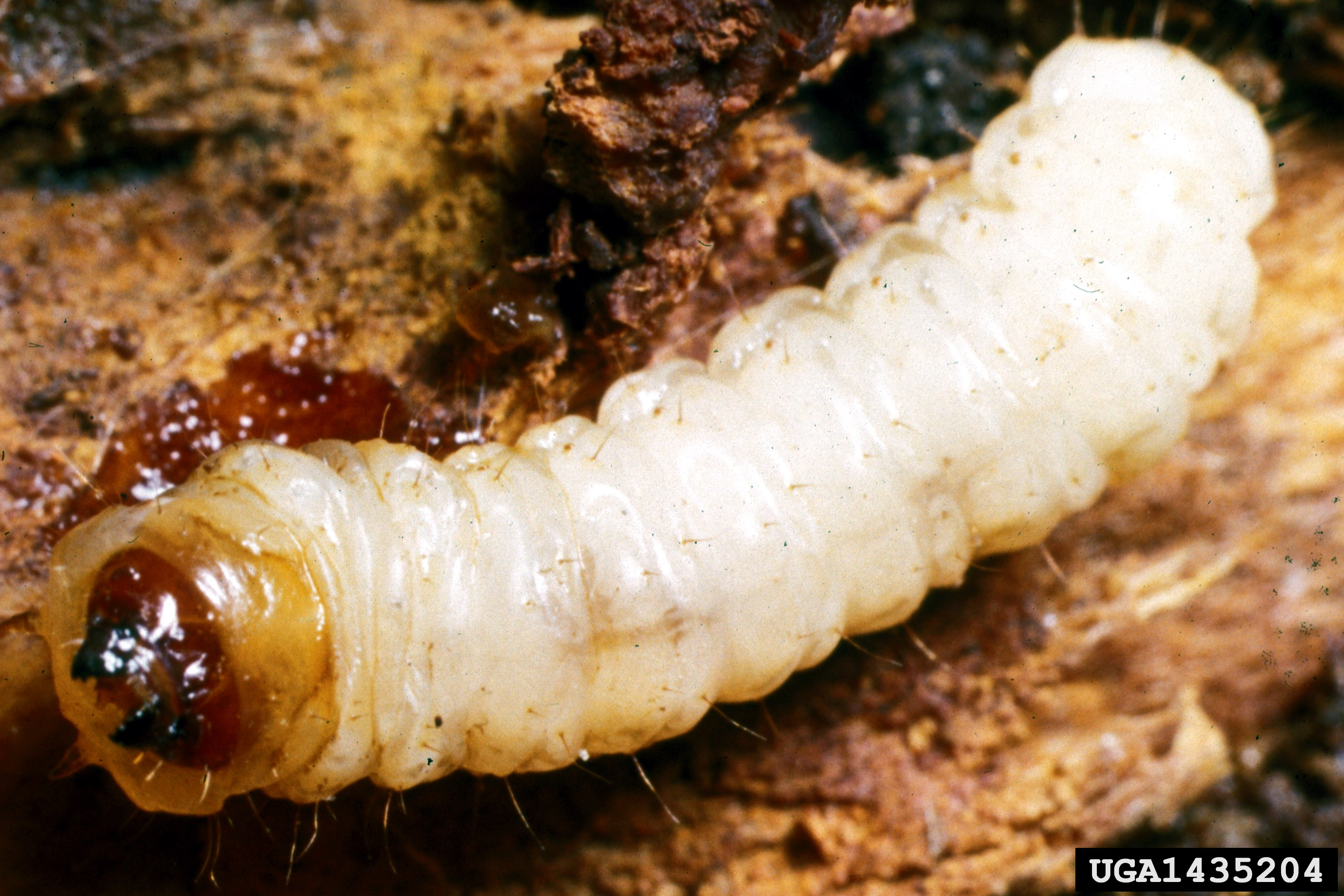
Sâu

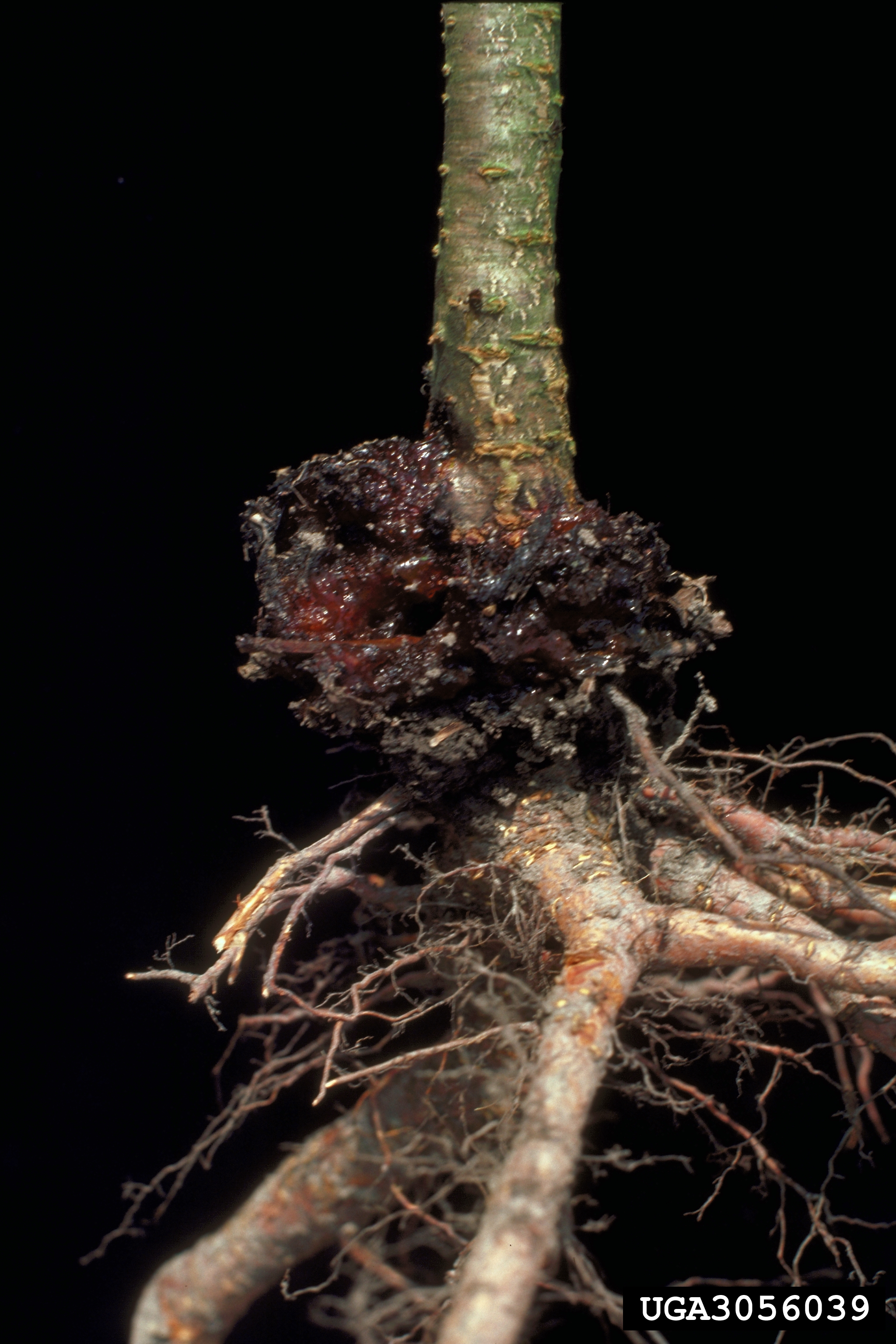
Hư hại

Sải cánh dài 14–33 mm. The moths are on wing từ tháng 5 đến tháng 9.
Ấu trùng ăn các loài Prunus persica và other Rosaceae. It can become a pest in orchards.